# Édouard Otlet
Édouard Otlet (Bruxelles, 13 giugno 1842 – Blanquefort, 20 ottobre 1907) è stato un imprenditore e politico belga.
Édouart Otlet, nato Édouard Barthélemi-Lucien-Joseph Otlet, si impegnò soprattutto nel settore delle tramvie; il suo successo gli vale il titolo di "re delle tramvie" nell'anno 1880 ed è presente in tutta Europa.
All'alba del XX secolo la sua fiorente industria subisce ripetute battute d'arresto. La bancarotta coincide col momento della crisi economica del 1900 ed è allora che s trova nella necessità di vendere la sua collezione di opere d'arte. Suo figlio, Paul Otlet, fondatore dell'Office International de Bibliographie o Mundaneum, eredita lo spirito d'impresa di suo padre.

## L'uomo delle tramvie nell'europa industriale
È nel 1867 che Éduard Otlet si lancia nella costruzione e nello sfruttamento delle ferrovie nel nord della Francia. È associato a André Lebon, che aveva appena lasciato le industrie Philippart.
Nel 1875, riorienta la sua attività e crea sette società di tramvie disseminate in tutta l'Europa. Fra le aziende a lui legate figuravano la Société Générale des Chemins de Fer Economiques e la Société Anonyme des Tramways Provinciaux.
La sua fortuna è sufficiente per permettergli di acquistare, nel 1880, l'Île du Levant, situata nel Mediterraneo. Comincia a mettere in piedi una collezione di opere d'arte in casa. Questa contiene dei quadri di diverse epoche, dal Medioevo al periodo più contemporaneo: un Memling, La deposizione di Cristo; Il Cristo sceso dalla Croce di Jan Mostaert, un trittico di Rogier van der Weyden, un Rubens, Il tempo rapisce la verità e un Turner, Una vista di Venezia.

## Ostenda, stazione balneare
Dopo aver comprato la linea Ostende-Torhout-Armentières, nel 1874, l'uomo d'affari acquista delle terra di caccia in prossimità della città di Ostenda, che godeva allora di uno sviluppo turistico unico. 64 ettari di dune sono acquistati, durante una passeggiata, per 35.000 franchi. Il progetto era di fondare una città. Édouard e il suo primogenito, Paul, si apprestano ad investire in questo campo. Nel 1896, viene aperto un hotel, l'Hotel des Bains, con una sala per le feste, La Terrasse. È stato l'architetto Alban Chambon (1847–1928) ad aver curato l'arredamento interno. Paul Otlet prende le redini di Ostende poco dopo. La sistemazione di questo particolare albergo, l'Hotel Otlet, dopo il matrimonio con Fernande Gloner, gli apre delle nuove prospettive in materia di architettura. Con l'aiuto di Octave Van Rysselberghe e di Henry Van de Velde, l'abitazione, situata in rue de Florence, è costruita nello stile Art Nouveau tra il 1894 e il 1898. A partire da questa esperienza, l'arte e l'architettura domineranno l'avvenire di Ostende.

## L'uomo politico
Nel 1894, Édouard Otlet compie una campagna elettorale per il Partito cattolico nella provincia del Lussemburgo ed è eletto al Senato con un mandato di 6 anni. Al momento delle elezioni legislative, il sistema di voto proporzionale entra in vigore (estensione del suffragio). La maggioranza cattolica si installa quindi al potere con una solida maggioranza, 173 eletti di cui 69 senatori. L'opposizione conta 79 eletti, socialisti e liberali eletti allo stesso modo.